# Peru (ave)

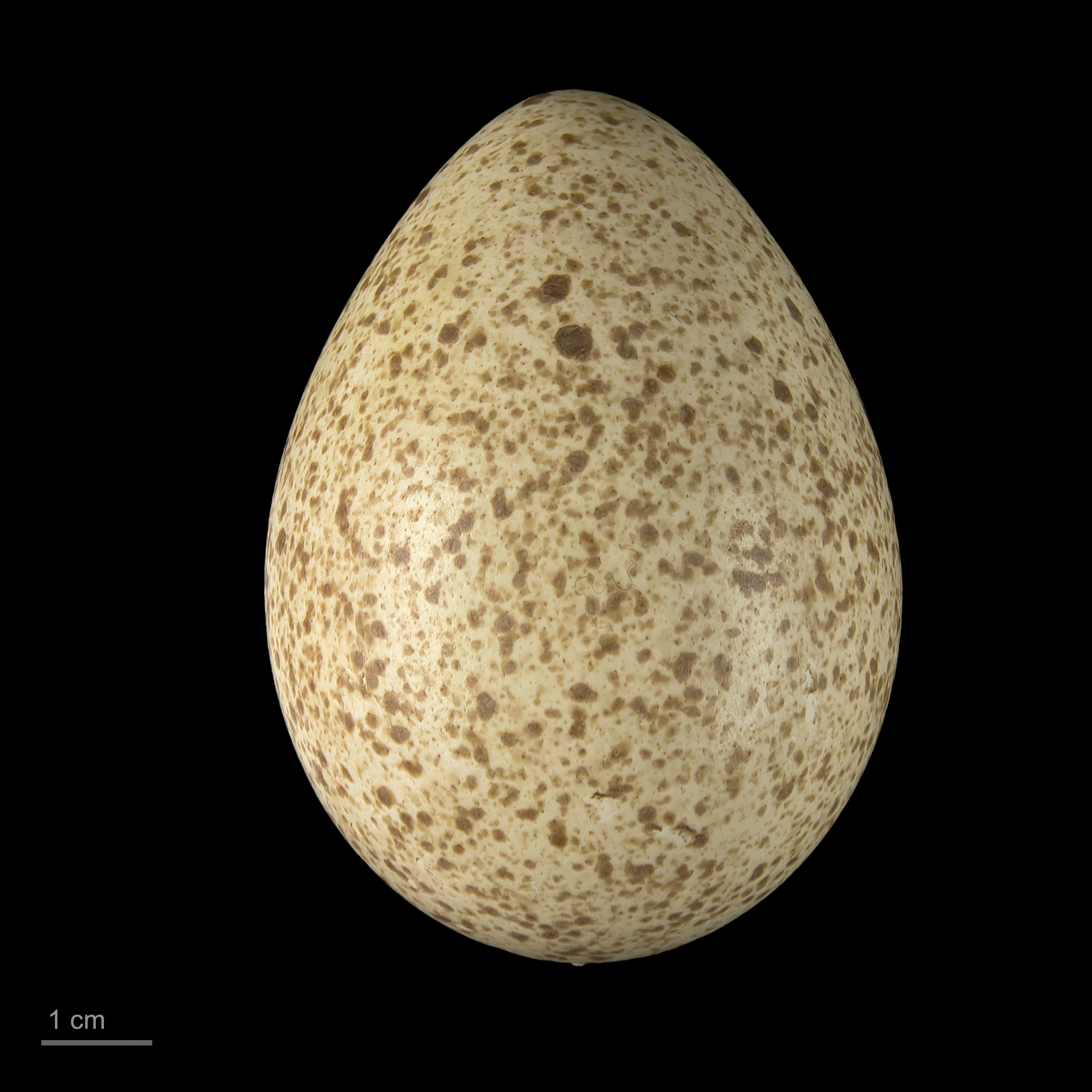
Ovo de Meleagris gallopavo - MHNT

Peru é o nome comum dado às aves galiformes do gênero Meleagris. Uma espécie, Meleagris gallopavo, conhecida vulgarmente como peru-selvagem, é nativa das florestas da América do Norte. O peru-domesticado descende desta espécie. A outra espécie viva é Meleagris ocellata ou peru-ocelado, nativo das florestas da Península de Iucatã. Existem várias espécies extintas com idades até aos 23 milhões de anos. com variantes selvagens e domesticadas, originárias da América do Norte e aparentadas com os faisões.
O nome peru tem a sua origem provavelmente no topônimo Peru, por acreditar-se no século XVI que era dali que se exportava a ave para Portugal; além do mais, no Portugal do século XVI, segundo relata José Pedro Machado, a fama do peru era tal que, metonimicamente, entre os Portugueses, passa a significar a América espanhola.
O peru é uma ave que se alimenta de grãos e insetos. Tanto o macho como a fêmea têm a cabeça e o pescoço descoberto de penas. Geralmente as suas penas têm coloração preta, castanha ou até mais clara. Somente o macho possui um apêndice carnoso sobre o bico chamado carúncula. Medem até 1,17 m de altura.
Originário da América do Norte, foi levado para a Europa em 1511. O peru selvagem foi domesticado pela primeira vez no México há mais de mil anos, mas, no começo do século XX, havia desaparecido em grande parte dos Estados Unidos. Nos últimos anos o peru começou a ser reintroduzido no seu lugar de origem com aparente sucesso.
Em estado selvagem, vivem em grupos de até 20 aves em lugares próximos a árvores. Normalmente caminham mas também podem voar. Os perus selvagens machos pesam de 8 a 10 kg, e as fêmeas de 4 a 5 kg. Mas quando domesticados podem chegar a pesar mais de 15 kg. Isto se deve a processos de seleção e uma alimentação própria para aumentar o rendimento de carne para o consumo humano.
Para cortejar uma fêmea o macho atrai-a com um som característico e levanta as plumas da cauda. A fêmea põe de 8 a 15 ovos num ninho feito com vegetação, incubando de 25 a 30 dias, nascendo os filhotes que, se alimentam por sua própria conta, mas têm a proteção da mãe. Assim como diversas outras aves da ordem dos galliformes, os machos não possuem um pênis.
Atualmente, a criação de peru doméstico é uma indústria em grande escala, tanto na América quanto na Europa, sendo um dos pratos preferidos no Natal e no Dia de Ação de Graças nos Estados Unidos.

## Na gastronomia
O peru é, tradicionalmente, o prato principal da Ceia de Natal tanto na Europa como na América. É usado na Europa desde o século XVI para isso e somente depois foi introduzido na América como prato festivo. Ele é especialmente apreciado por ser especialmente tenro e saboroso quando corretamente preparado. Recentemente, na América Latina, tem sido substituído por pernil e frango (Chester).

## Galeria de fotos

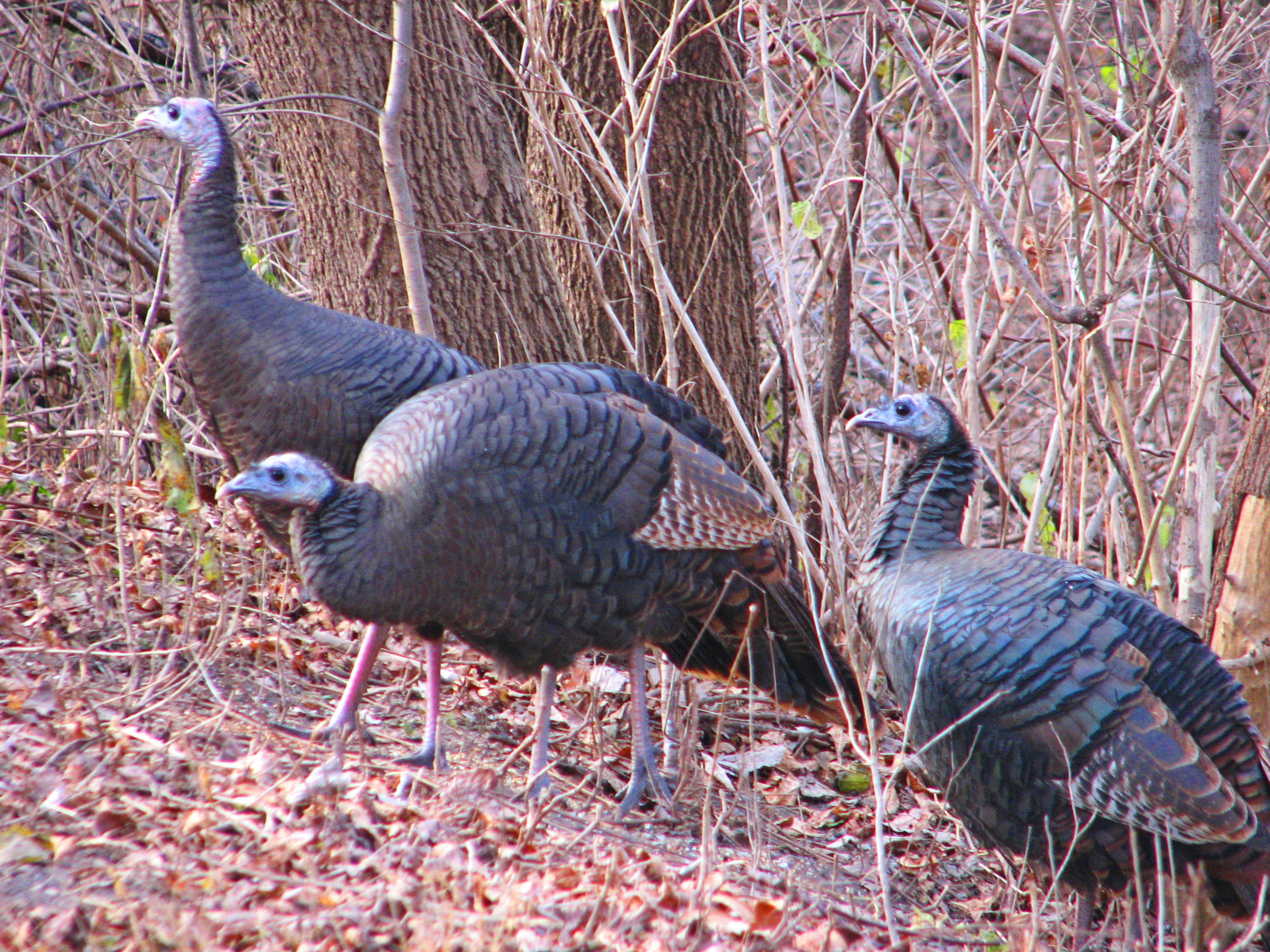
Fêmeas de peru-selvagem, Meleagris gallopavo
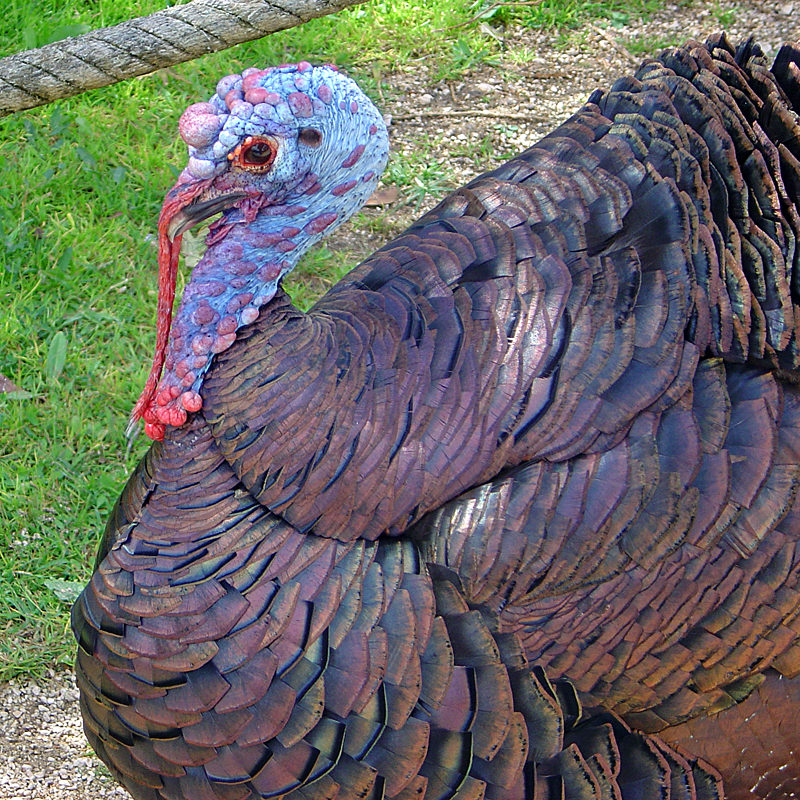
Peru em Portugal